# UFC 19
UFC 19: Ultimate Young Guns fue un evento de artes marciales mixtas celebrado por Ultimate Fighting Championship el 5 de marzo de 1999 en el Casino Magic Bay St. Louis, en Bay St. Louis, Mississippi, Estados Unidos.

## Resultados
| Tarjeta principal | Tarjeta principal | Tarjeta principal | Tarjeta principal | Tarjeta principal                     | Tarjeta principal | Tarjeta principal | Tarjeta principal |
| Categoría         |                   |                   |                   | Método                                | Ronda             | Tiempo            | Notas             |
| ----------------- | ----------------- | ----------------- | ----------------- | ------------------------------------- | ----------------- | ----------------- | ----------------- |
| Peso medio        | Sione Latu        | derr.             | Joey Roberts      | TKO (corte)                           |                   | 10:01             |                   |
| Peso pesado       | Pete Williams     | derr.             | Jason Godsey      | Sumisión (kneebar)                    |                   | 1:54              |                   |
| Peso medio        | Evan Tanner       | derr.             | Valeri Ignatov    | TKO (golpes)                          |                   | 2:57              |                   |
| Peso pesado       | Kevin Randleman   | derr.             | Maurice Smith     | Decisión (unánime)                    |                   | 15:00             |                   |
| Peso semipesado   | Jeremy Horn       | derr.             | Chuck Liddell     | Sumisión técnica (arm triangle choke) |                   | 12:00             |                   |
| Peso pesado       | Gary Goodridge    | derr.             | Andre Roberts     | Sumisión (golpes)                     |                   | 0:42              |                   |
| Peso semipesado   | Tito Ortiz        | derr.             | Guy Mezger        | TKO (golpes)                          |                   | 9:55              |                   |